# Nuoto ai Giochi della XXIV Olimpiade - 200 metri misti femminili

## Record
Prima di questa competizione, il record del mondo (WR) e il record olimpico (OR) erano i seguenti.
|  | 2'11"73 | Ute Geweniger Germania Est | 4 luglio 1981 Magdeburgo, Germania Est |
|  | 2'12"24 | Tracy Caulkins Stati Uniti | 3 agosto 1984 Los Angeles, Stati Uniti |

Durante l'evento è stato migliorato il record olimpico:
| Data         | Evento   | Atleta         | Nazione      | Tempo   | Record |
| ------------ | -------- | -------------- | ------------ | ------- | ------ |
| 24 settembre | Finale A | Daniela Hunger | Germania Est | 2'12"59 |        |

## Batterie
Si sono svolte 4 batterie di qualificazione. I primi 8 atleti si sono qualificati per la finale A (Q), i successivi 8 hanno invece disputato la finale B (q).
| #  | Batteria | Atleta                   | Nazionalità      | Tempo   | Note        |
| -- | -------- | ------------------------ | ---------------- | ------- | ----------- |
| 1  | 4        | Elena Dendeberova        | Unione Sovietica | 2'15"30 | Q           |
| 2  | 3        | Noemi Lung               | Romania          | 2'15"55 | Q           |
| 3  | 5        | Daniela Hunger           | Germania Est     | 2'16"23 | Q           |
| 4  | 4        | Marianne Muis            | Paesi Bassi      | 2'16"60 | Q           |
| 5  | 4        | Lin Li                   | Cina             | 2'17"09 | Q           |
| 6  | 3        | Jodie Clatworthy         | Australia        | 2'17"29 | Q           |
| 7  | 5        | Anca Pătrășcoiu          | Romania          | 2'17"39 | Q           |
| 8  | 5        | Whitney Hedgepeth        | Stati Uniti      | 2'17"45 | Q           |
| 9  | 3        | Birgit Lohberg-Schulz    | Germania Ovest   | 2'17"46 | q           |
| 10 | 5        | Jean Hill                | Gran Bretagna    | 2'17"57 | q           |
| 11 | 5        | Anette Philipsson        | Svezia           | 2'18"86 | q           |
| 12 | 5        | Yuliya Bogacheva         | Unione Sovietica | 2'19"07 | q           |
| 13 | 3        | Anamarija Petričević     | Jugoslavia       | 2'19"38 | q           |
| 14 | 3        | Mildred Muis             | Paesi Bassi      | 2'19"46 | q           |
| 15 | 4        | Allison Higson           | Canada           | 2'19"54 | q, ritirata |
| 16 | 5        | Roberta Felotti          | Italia           | 2'19"62 | q           |
| 17 | 4        | Yoshie Nishioka          | Giappone         | 2'20"20 | q           |
| 18 | 5        | Svenja Schlicht          | Germania Ovest   | 2'20"31 |             |
| 19 | 2        | Donna Procter            | Australia        | 2'21"79 |             |
| 20 | 2        | Annette Poulsen          | Danimarca        | 2'21"83 |             |
| 21 | 4        | Silvia Parera            | Spagna           | 2'22"20 |             |
| 22 | 2        | Hiroyo Harada            | Giappone         | 2'22"59 |             |
| 23 | 3        | Zara Long                | Gran Bretagna    | 2'22"64 |             |
| 24 | 2        | Ragnheiður Runólfsdóttir | Islanda          | 2'22"65 |             |
| 25 | 4        | Manuela Dalla Valle      | Italia           | 2'22"85 |             |
| 26 | 2        | Michelle Smith           | Irlanda          | 2'25"53 |             |
| 27 | 2        | Marlene Bruten           | Messico          | 2'26"89 |             |
| 28 | 1        | Carwai Seto              | Taipei cinese    | 2'27"72 |             |
| 29 | 1        | Patricia Kohlmann        | Messico          | 2'29"61 |             |
| 30 | 2        | Valentina Aracil         | Argentina        | 2'31"53 |             |
| 31 | 1        | Dipika Chanmugam         | Sri Lanka        | 2'33"58 |             |
| 32 | 1        | Annemarie Munk           | Hong Kong        | 2'34"32 |             |
| 33 | 1        | Kimberly Chen            | Taipei cinese    | 2'35"11 |             |
| 34 | 1        | Sharon Pickering         | Figi             | 2'35"22 |             |
| 35 | 1        | Angela Birch             | Figi             | 2'39"20 |             |
| -  | 3        | Mary Wayte               | Stati Uniti      | SQ      |             |
| -  | 3        | Tanya Dangalakova        | Bulgaria         | DNS     |             |

## Finale B
| Posizione | Atleta                | Paese            | Tempo   | Note |
| --------- | --------------------- | ---------------- | ------- | ---- |
| 1         | Mildred Muis          | Paesi Bassi      | 2'17"73 |      |
| 2         | Birgit Lohberg-Schulz | Germania Ovest   | 2'17"85 |      |
| 3         | Jean Hill             | Gran Bretagna    | 2'19"20 |      |
| 4         | Anette Philipsson     | Svezia           | 2'19"35 |      |
| 5         | Roberta Felotti       | Italia           | 2'19"63 |      |
| 5         | Anamarija Petričević  | Jugoslavia       | 2'19"63 |      |
| 7         | Yuliya Bogacheva      | Unione Sovietica | 2'19"91 |      |
| 8         | Yoshie Nishioka       | Giappone         | 2'20"43 |      |

## Finale A
| Posizione | Atleta            | Paese            | Tempo   | Note |
| --------- | ----------------- | ---------------- | ------- | ---- |
| Oro       | Daniela Hunger    | Germania Est     | 2'12"59 |      |
| Argento   | Elena Dendeberova | Unione Sovietica | 2'13"31 |      |
| Bronzo    | Noemi Lung        | Romania          | 2'14"85 |      |
| 4         | Jodie Clatworthy  | Australia        | 2'16"31 |      |
| 5         | Marianne Muis     | Paesi Bassi      | 2'16"40 |      |
| 6         | Anca Pătrășcoiu   | Romania          | 2'16"70 |      |
| 7         | Lin Li            | Cina             | 2'17"42 |      |
| 8         | Whitney Hedgepeth | Stati Uniti      | 2'17"99 |      |